# Броло
Бро̀ло (на италиански: Brolo, на сицилиански Brolu, Броло) е морско курортно градче и община в Южна Италия, провинция Месина, автономен регион и остров Сицилия. Разположено е на брега на Тиренско море. Населението на общината е 5863 души (към 2010 г.).